# Fotbal na Letních olympijských hrách 2020 – turnaj mužů (soupisky)
Soupisky na fotbalový turnaj mužů na Letních olympijských hrách 2020, který se konal od 22. července do 7. srpna 2021 v Japonsku.
| Zlato               | Stříbro              | Bronz             |
| ------------------- | -------------------- | ----------------- |
| Brazílie • Soupiska | Španělsko • Soupiska | Mexiko • Soupiska |

## Skupina A

### Francie
Hlavní trenér:  Sylvain Ripoll
| Jméno                 | Datum narození | Datum úmrtí | Klub                   |
| Brankáři              | Brankáři       | Brankáři    | Brankáři               |
| --------------------- | -------------- | ----------- | ---------------------- |
| Paul Bernardoni       | 18.4.1997      |             | Angers SCO             |
| Stefan Bajic          | 23.12.2001     |             | AS Saint-Étienne       |
| Dimitry Bertaud       | 6.6.1998       |             | Montpellier HSC        |
| Obránci               |                |             |                        |
| Pierre Kalulu         | 5.6.2000       |             | AC Milán               |
| Melvin Bard           | 6.11.2000      |             | Olympique Lyon         |
| Timothée Pembélé      | 9.9.2002       |             | Paris Saint-Germain FC |
| Niels Nkounkou        | 1.11.2000      |             | Everton FC             |
| Clément Michelin      | 11.5.1997      |             | RC Lens                |
| Modibo Sagnan         | 14.4.1999      |             | Real Sociedad          |
| Anthony Caci          | 1.7.1997       |             | RC Strasbourg Alsace   |
| Ismaël Doukouré       | 24.7.2003      |             | Valenciennes FC        |
| Záložníci             |                |             |                        |
| Lucas Tousart         | 29.4.1997      |             | Hertha BSC             |
| Enzo Le Fée           | 3.2.2000       |             | FC Lorient             |
| Téji Savanier         | 22.12.1991     |             | Montpellier HSC        |
| Alexis Beka Beka      | 29.3.2001      |             | SM Caen                |
| Útočníci              |                |             |                        |
| Arnaud Nordin         | 17.6.1998      |             | AS Saint-Étienne       |
| Nathanaël Mbuku       | 16.3.2002      |             | Stade Reims            |
| André-Pierre Gignac - | 5.12.1985      |             | Tigres UANL            |
| Florian Thauvin       | 26.1.1993      |             | Tigres UANL            |
| Randal Kolo Muani     | 5.12.1998      |             | FC Nantes              |
| Isaac Lihadji         | 4.4.2002       |             | Lille OSC              |

### Japonsko
Hlavní trenér:  Hadžime Morijasu
| Jméno             | Datum narození | Datum úmrtí | Klub                 |
| Brankáři          | Brankáři       | Brankáři    | Brankáři             |
| ----------------- | -------------- | ----------- | -------------------- |
| Keisuke Osako     | 28.7.1999      |             | Sanfrecce Hirošima   |
| Kosei Tani        | 22.11.2000     |             | Šónan Bellmare       |
| Zion Suzuki       | 21.8.2002      |             | Urawa Red Diamonds   |
| Obránci           |                |             |                      |
| Hiroki Sakai      | 12.4.1990      |             | Urawa Red Diamonds   |
| Juta Nakajama     | 16.2.1997      |             | PEC Zwolle           |
| Ko Itakura        | 27.1.1997      |             | FC Groningen         |
| Maja Jošida -     | 24.8.1988      |             | UC Sampdoria         |
| Takehiro Tomijasu | 5.11.1998      |             | Bologna FC 1909      |
| Daiki Hašioka     | 17.5.1999      |             | K. Sint-Truidense VV |
| Koki Mačida       | 25.8.1997      |             | Kašima Antlers       |
| Ajumu Seko        | 7.6.2000       |             | Cerezo Ósaka         |
| Záložníci         |                |             |                      |
| Wataru Endó       | 9.2.1993       |             | VfB Stuttgart        |
| Kódži Mijoši      | 26.3.1997      |             | Royal Antwerp FC     |
| Ricu Dóan         | 16.6.1998      |             | PSV Eindhoven        |
| Reo Hatate        | 21.11.1997     |             | Kawasaki Frontale    |
| Ao Tanaka         | 10.9.1998      |             | Kawasaki Frontale    |
| Útočníci          |                |             |                      |
| Takefusa Kubo     | 4.6.2001       |             | Real Madrid          |
| Daizen Maeda      | 20.10.1997     |             | Jokohama F. Marinos  |
| Kaoru Mitoma      | 20.5.1997      |             | Kawasaki Frontale    |
| Júki Sóma         | 25.2.1997      |             | Nagoja Grampus       |
| Ajase Ueda        | 28.8.1998      |             | Kašima Antlers       |
| Daiči Hajaši      | 23.5.1997      |             | Sagan Tosu           |

### Mexiko
Hlavní trenér:  Jaime Lozano
| Jméno                    | Datum narození | Datum úmrtí | Klub                      |
| Brankáři                 | Brankáři       | Brankáři    | Brankáři                  |
| ------------------------ | -------------- | ----------- | ------------------------- |
| Luis Malagón             | 2.3.1997       |             | Club Necaxa               |
| Guillermo Ochoa -        | 13.7.1985      |             | Club América              |
| Sebastián Jurado         | 28.9.1997      |             | Cruz Azul                 |
| Obránci                  |                |             |                           |
| Jorge Sánchez            | 10.12.1997     |             | Club América              |
| César Montes             | 24.2.1997      |             | CF Monterrey              |
| Jesús Angulo             | 30.1.1998      |             | Atlas FC                  |
| Johan Vásquez            | 22.10.1998     |             | Club Universidad Nacional |
| Vladimir Loroña          | 16.11.1998     |             | Club Tijuana              |
| Adrián Mora              | 15.8.1997      |             | FC Juárez                 |
| Érick Aguirre            | 23.2.1997      |             | CF Pachuca                |
| Záložníci                |                |             |                           |
| Luis Romo                | 5.6.1995       |             | Cruz Azul                 |
| Carlos Alberto Rodríguez | 3.1.1997       |             | CF Monterrey              |
| José Joaquín Esquivel    | 7.1.1998       |             | FC Juárez                 |
| Sebastián Córdova        | 12.6.1997      |             | Club América              |
| Fernando Beltrán         | 8.5.1998       |             | CD Guadalajara            |
| Útočníci                 |                |             |                           |
| Henry Martín             | 18.11.1992     |             | Club América              |
| Diego Lainez             | 9.6.2000       |             | Real Betis                |
| Alexis Vega              | 25.11.1997     |             | CD Guadalajara            |
| Uriel Antuna             | 21.8.1997      |             | CD Guadalajara            |
| Eduardo Aguirre          | 3.8.1998       |             | Santos Laguna             |
| Ricardo Angulo           | 20.2.1997      |             | CD Guadalajara            |
| Roberto Alvarado         | 7.9.1998       |             | Cruz Azul                 |

### Jihoafrická republika
Hlavní trenér:  David Notoane
| Jméno                | Datum narození | Datum úmrtí                    | Klub                         |
| Brankáři             | Brankáři       | Brankáři                       | Brankáři                     |
| -------------------- | -------------- | ------------------------------ | ---------------------------- |
| Ronwen Williams      | 21.1.1992      |                                | SuperSport United FC         |
| Mondli Mpoto         | 24.7.1998      |                                | Bloemfontein Celtic FC       |
| Sifiso Mlungwana     | 27.4.1997      |                                | Lamontville Golden Arrows FC |
| Obránci              |                |                                |                              |
| James Monyane        | 30.4.2000      |                                | Orlando Pirates              |
| Katlego Mohamme      | 10.3.1998      |                                | University of Pretoria FC    |
| Luke Fleurs          | 3.3.2000       | 3. dubna 2024 (ve věku 24 let) | SuperSport United FC         |
| MacBeth Mahlangu     | 11.10.2001     |                                | TS Galaxy FC                 |
| Reeve Frosler        | 11.1.1998      |                                | Kaizer Chiefs FC             |
| Sibusiso Mabiliso    | 14.4.1999      |                                | AmaZulu FC                   |
| Tercious Malepe -    | 18.2.1997      |                                | FK Minaj                     |
| Thendo Mukumela      | 30.1.1998      |                                | Cape Town Spurs FC           |
| Záložníci            |                |                                |                              |
| Teboho Mokoena       | 24.1.1997      |                                | SuperSport United FC         |
| Kamohelo Mahlatsi    | 23.8.1998      |                                | Moroka Swallows FC           |
| Nkosingiphile Ngcobo | 16.11.1999     |                                | Kaizer Chiefs FC             |
| Thabo Cele           | 15.1.1997      |                                | CD Cova Piedade              |
| Goodman Mosele       | 18.11.1999     |                                | Baroka FC                    |
| Útočníci             |                |                                |                              |
| Evidence Makgopa     | 5.6.2000       |                                | Baroka FC                    |
| Luther Singh         | 5.8.1997       |                                | FC Paços de Ferreira         |
| Kobamelo Kodisang    | 28.8.1999      |                                | SC Braga                     |

## Skupina B

### Honduras
Hlavní trenér:  Miguel Falero
| Jméno                | Datum narození | Datum úmrtí | Klub                    |
| Brankáři             | Brankáři       | Brankáři    | Brankáři                |
| -------------------- | -------------- | ----------- | ----------------------- |
| Alex Güity           | 20.9.1997      |             | CD Olimpia              |
| Michael Perelló      | 11.7.1998      |             | Real CD España          |
| Bryan Ramos          | 8.8.2001       |             | Real CD España          |
| Obránci              |                |             |                         |
| Denil Maldonado -    | 26.5.1998      |             | Everton de Viña del Mar |
| Wesly Decas          | 11.8.1999      |             | CF Motagua              |
| Carlos Meléndez      | 8.12.1997      |             | CDS Vida                |
| Cristopher Meléndez  | 25.11.1997     |             | CF Motagua              |
| José García          | 21.9.1998      |             | CD Olimpia              |
| Elvin Oliva          | 24.10.1997     |             | CD Olimpia              |
| Záložníci            |                |             |                         |
| Jonathan Núñez       | 26.11.2001     |             | CF Motagua              |
| José Alejandro Reyes | 5.11.1997      |             | Real CD España          |
| Brayan Moya          | 19.10.1992     |             | CD Primeiro Agosto      |
| Carlos Pineda        | 23.9.1997      |             | CD Olimpia              |
| Jorge Álvarez        | 28.1.1998      |             | CD Olimpia              |
| Útočníci             |                |             |                         |
| Edwin Rodríguez      | 25.9.1999      |             | CD Olimpia              |
| Jorge Benguché       | 21.5.1996      |             | Boavista FC             |
| Rigoberto Rivas      | 31.7.1998      |             | Reggina 1914            |
| Samuel Elvir         | 25.4.2001      |             | Lobos UPNFM             |
| José Pinto           | 27.9.1997      |             | CD Olimpia              |
| Luis Palma           | 17.1.2000      |             | CDS Vida                |
| Juan Obregón         | 29.10.1997     |             | Hartford Athletic       |
| Douglas Martínez     | 5.6.1997       |             | Real Salt Lake          |

### Nový Zéland
Hlavní trenér:  Danny Hay
| Jméno            | Datum narození | Datum úmrtí | Klub                      |
| Brankáři         | Brankáři       | Brankáři    | Brankáři                  |
| ---------------- | -------------- | ----------- | ------------------------- |
| Michael Woud     | 16.1.1999      |             | Almere City FC            |
| Jamie Searle     | 25.11.2000     |             | Swansea City AFC          |
| Alex Paulsen     | 4.7.2002       |             | Lower Hutt City AFC       |
| Obránci          |                |             |                           |
| Winston Reid -   | 3.7.1988       |             | Brentford FC              |
| Liberato Cacace  | 27.9.2000      |             | K. Sint-Truidense VV      |
| Nando Pijnaker   | 25.2.1999      |             | Rio Ave FC                |
| Michael Boxall   | 18.8.1988      |             | Minnesota United FC       |
| George Stanger   | 15.8.2000      |             | Hamilton Academical FC    |
| Dane Ingham      | 8.6.1999       |             | Perth Glory FC            |
| Gianni Stensness | 7.2.1999       |             | Central Coast Mariners FC |
| Callan Elliot    | 7.7.1999       |             | AO Xanthi                 |
| Záložníci        |                |             |                           |
| Clayton Lewis    | 12.2.1997      |             | Wellington Phoenix FC     |
| Joe Bell         | 27.4.1999      |             | Viking FK                 |
| Marko Stamenić   | 19.2.2002      |             | FC Kodaň                  |
| Sam Sutton       | 10.12.2001     |             | Wellington Phoenix FC     |
| Ben Old          | 13.8.2002      |             | Lower Hutt City AFC       |
| Útočníci         |                |             |                           |
| Elijah Just      | 1.5.2000       |             | FC Helsingør              |
| Chris Wood       | 7.12.1991      |             | Burnley FC                |
| Joe Champness    | 27.4.1997      |             | Brisbane Roar FC          |
| Callum McCowatt  | 30.4.1999      |             | FC Helsingør              |
| Ben Waine        | 11.6.2001      |             | Wellington Phoenix FC     |
| Matthew Garbett  | 13.4.2002      |             | Falkenbergs FF            |

### Rumunsko
Hlavní trenér:  Mirel Rădoi
| Jméno             | Datum narození | Datum úmrtí | Klub                      |
| Brankáři          | Brankáři       | Brankáři    | Brankáři                  |
| ----------------- | -------------- | ----------- | ------------------------- |
| Mihai Popa        | 12.10.2000     |             | FC Astra Giurgiu          |
| Mihai Aioani      | 7.11.1999      |             | FC Farul Constanța        |
| Ștefan Târnovanu  | 9.5.2000       |             | FCSB                      |
| Obránci           |                |             |                           |
| Radu Boboc        | 24.4.1999      |             | FC Farul Constanța        |
| Florin Ștefan     | 9.5.1996       |             | Sepsi OSK                 |
| Alex Pașcanu      | 28.9.1998      |             | SD Ponferradina           |
| Virgil Ghiță      | 4.6.1998       |             | FC Farul Constanța        |
| Andrei Rațiu      | 20.6.1998      |             | Villarreal CF             |
| Andrei Chindriș   | 12.1.1999      |             | FC Botoșani               |
| Ricardo Grigore   | 7.4.1999       |             | FC Dinamo București       |
| Záložníci         |                |             |                           |
| Tudor Băluță      | 27.3.1999      |             | Brighton & Hove Albion FC |
| Ion Gheorghe      | 8.10.1999      |             | FC Voluntari              |
| Marius Marin -    | 30.8.1998      |             | Pisa SC                   |
| Andrei Ciobanu    | 18.1.1998      |             | FC Farul Constanța        |
| Eduard Florescu   | 27.6.1997      |             | FC Botoșani               |
| Ronaldo Deaconu   | 20.6.1997      |             | CS Gaz Metan Mediaș       |
| Marco Dulca       | 11.5.1999      |             | AFC Chindia Târgoviște    |
| Útočníci          |                |             |                           |
| George Ganea      | 26.5.1999      |             | FC Farul Constanța        |
| Valentin Gheorghe | 14.2.1997      |             | FC Astra Giurgiu          |
| Andrei Sîntean    | 16.6.1999      |             | FC Hermannstadt           |
| Alex Dobre        | 30.8.1998      |             | Dijon FCO                 |
| Antonio Sefer     | 22.4.2000      |             | FC Rapid București        |

### Jižní Korea
Hlavní trenér:  Kim Hak-bum
| Jméno           | Datum narození | Datum úmrtí | Klub                     |
| Brankáři        | Brankáři       | Brankáři    | Brankáři                 |
| --------------- | -------------- | ----------- | ------------------------ |
| Song Bum-kun    | 15.10.1997     |             | Čonbuk Hyundai Motors    |
| An Čun-su       | 28.1.1998      |             | Pusan IPark              |
| An Čchan-ki     | 6.4.1998       |             | Suwon Samsung Bluewings  |
| Obránci         |                |             |                          |
| I Ju-hjon       | 8.2.1997       |             | Čonbuk Hyundai Motors    |
| Kim Če-wu       | 6.2.1998       |             | Tegu FC                  |
| Pak Či-su       | 13.6.1994      |             | Kimčchon Sangmu FC       |
| Čong Te-wuk     | 16.5.1997      |             | Tegu FC                  |
| Sol Jung-wu     | 5.12.1998      |             | Ulsan Hyundai FC         |
| Kim Čin-ja      | 30.6.1998      |             | FC Seoul                 |
| Kang Jun-sung   | 1.7.1997       |             | Čeču United FC           |
| I Sang-min -    | 1.1.1998       |             | Soul E-Land FC           |
| Záložníci       |                |             |                          |
| Čong Sung-won   | 27.2.1997      |             | Ulsan Hyundai FC         |
| Kwon Čchang-hun | 30.6.1994      |             | Suwon Samsung Bluewings  |
| I Kang-in       | 19.2.2001      |             | Valencia CF              |
| I Dong-gjong    | 20.9.1997      |             | Ulsan Hyundai FC         |
| Kim Dong-hjun   | 11.6.1997      |             | Gangwon FC               |
| Won Du-če       | 18.11.1997     |             | Ulsan Hyundai FC         |
| Kim Čin-kju     | 24.2.1997      |             | Pusan IPark              |
| Útočníci        |                |             |                          |
| Song Min-kju    | 12.9.1999      |             | Pohang Steelers          |
| I Dong-čun      | 1.2.1997       |             | Ulsan Hyundai FC         |
| Hwang U-čo      | 28.8.1992      |             | FC Girondins de Bordeaux |
| Um Won-sang     | 6.1.1999       |             | Gwangču FC               |

## Skupina C

### Argentina
Hlavní trenér:  Fernando Batista
| Jméno                 | Datum narození | Datum úmrtí | Klub                      |
| Brankáři              | Brankáři       | Brankáři    | Brankáři                  |
| --------------------- | -------------- | ----------- | ------------------------- |
| Jeremías Ledesma      | 13.2.1993      |             | Cádiz CF                  |
| Lautaro Morales       | 16.12.1999     |             | CA Lanús                  |
| Joaquín Blázquez      | 28.1.2001      |             | Club Atlético Talleres    |
| Obránci               |                |             |                           |
| Nehuén Pérez -        | 24.6.2000      |             | Granada CF                |
| Claudio Nicolás Bravo | 13.3.1997      |             | Portland Timbers          |
| Hernán de la Fuente   | 7.1.1997       |             | CA Vélez Sarsfield        |
| Leonel Mosevich       | 4.2.1997       |             | FC Vizela                 |
| Marcelo Herrera       | 3.11.1998      |             | CA San Lorenzo de Almagro |
| Facundo Medina        | 28.5.1999      |             | RC Lens                   |
| Francisco Ortega      | 19.3.1999      |             | CA Vélez Sarsfield        |
| Záložníci             |                |             |                           |
| Fausto Vera           | 26.3.2000      |             | Argentinos Juniors        |
| Santiago Colombatto   | 17.1.1997      |             | Club León                 |
| Alexis Mac Allister   | 24.12.1998     |             | Brighton & Hove Albion FC |
| Martín Payero         | 11.9.1998      |             | CA Banfield               |
| Tomás Belmonte        | 27.5.1998      |             | CA Lanús                  |
| Thiago Almada         | 26.4.2001      |             | CA Vélez Sarsfield        |
| Útočníci              |                |             |                           |
| Agustín Urzi          | 4.5.2000       |             | CA Banfield               |
| Adolfo Gaich          | 26.2.1999      |             | Benevento Calcio          |
| Ezequiel Barco        | 29.3.1999      |             | Atlanta United FC         |
| Pedro de la Vega      | 7.2.2001       |             | CA Lanús                  |
| Ezequiel Ponce        | 29.3.1997      |             | FK Spartak Moskva         |
| Carlos Valenzuela     | 22.4.1997      |             | FC Famalicão              |

### Austrálie
Hlavní trenér:  Graham Arnold
| Jméno                 | Datum narození | Datum úmrtí | Klub                        |
| Brankáři              | Brankáři       | Brankáři    | Brankáři                    |
| --------------------- | -------------- | ----------- | --------------------------- |
| Tom Glover            | 24.12.1997     |             | Melbourne City FC           |
| Ashley Maynard-Brewer | 25.6.1999      |             | Charlton Athletic FC        |
| Jordan Holmes         | 8.5.1997       |             | Ebbsfleet United FC         |
| Obránci               |                |             |                             |
| Nathaniel Atkinson    | 13.6.1999      |             | Melbourne City FC           |
| Kye Rowles            | 24.6.1998      |             | Central Coast Mariners FC   |
| Jay Rich-Baghuelou    | 22.10.1999     |             | Crystal Palace FC           |
| Harry Souttar         | 22.10.1998     |             | Stoke City FC               |
| Thomas Deng -         | 20.3.1997      |             | Urawa Red Diamonds          |
| Joel King             | 30.10.2000     |             | Sydney FC                   |
| Záložníci             |                |             |                             |
| Keanu Baccus          | 7.6.1998       |             | Western Sydney Wanderers FC |
| Riley McGree          | 2.11.1998      |             | Birmingham City FC          |
| Denis Genreau         | 21.5.1999      |             | Macarthur FC                |
| Caleb Watts           | 16.1.2002      |             | Southampton FC              |
| Connor Metcalfe       | 5.11.1999      |             | Melbourne City FC           |
| Cameron Devlin        | 7.6.1998       |             | Wellington Phoenix FC       |
| Útočníci              |                |             |                             |
| Reno Piscopo          | 27.5.1998      |             | Wellington Phoenix FC       |
| Nicholas D'Agostino   | 25.2.1998      |             | Perth Glory FC              |
| Daniel Arzani         | 4.1.1999       |             | Aarhus GF                   |
| Mitchell Duke         | 18.1.1991      |             | Western Sydney Wanderers FC |
| Dylan Pierias         | 20.2.2000      |             | Western United FC           |
| Marco Tilio           | 23.8.2001      |             | Melbourne City FC           |
| Lachlan Wales         | 19.10.1997     |             | Western United FC           |

### Egypt
Hlavní trenér:  Šawky Garíb
| Jméno                | Datum narození | Datum úmrtí | Klub                  |
| Brankáři             | Brankáři       | Brankáři    | Brankáři              |
| -------------------- | -------------- | ----------- | --------------------- |
| Muhammad Šanáwí      | 18.12.1988     |             | Al-Ahly SC            |
| Mahmúd Gád           | 1.10.1998      |             | ENPPI SC              |
| Muhammad Sobhy       | 15.7.1999      |             | Al-Ittihad Alexandrie |
| Obránci              |                |             |                       |
| Usáma Galál          | 17.9.1997      |             | Pyramids FC           |
| Muhammad Abdál Salám | 1.10.1997      |             | Zamalek SC            |
| Ahmád Hegází -       | 25.1.1991      |             | Al Ittihad FC         |
| Karim Erákí          | 29.11.1997     |             | Al Masry SC           |
| Ahmád Ramadán        | 23.3.1997      |             | Al-Ahly SC            |
| Mahmúd Hamdí         | 1.6.1995       |             | Zamalek SC            |
| Ahmád Abú Fotúh      | 22.3.1998      |             | Zamalek SC            |
| Záložníci            |                |             |                       |
| Amár Hamdí           | 26.11.1999     |             | Al-Ittihad Alexandrie |
| Násir Mahír          | 8.2.1997       |             | Al-Ahly SC            |
| Akrám Tawfík         | 8.11.1997      |             | Al-Ahly SC            |
| Imám Ašúr            | 20.2.1998      |             | Zamalek SC            |
| Útočníci             |                |             |                       |
| Karim Fúad           | 1.10.1999      |             | ENPPI SC              |
| Saláh Mohsín         | 1.9.1998       |             | Al-Ahly SC            |
| Tahír Muhammad       | 7.3.1997       |             | Al-Ahly SC            |
| Ramadán Sobhí        | 23.1.1997      |             | Pyramids FC           |
| Ibrahim Adél         | 23.4.2001      |             | Pyramids FC           |
| Ahmád Jásir Raján    | 24.1.1998      |             | Ceramica Cleopatra FC |
| Abdel Rahmán Magdí   | 12.9.1997      |             | Ismaily SC            |
| Násir Mansí          | 16.11.1997     |             | Tala'ea El Gaish SC   |

### Španělsko
Hlavní trenér:  Luis de la Fuente
| Jméno            | Datum narození | Datum úmrtí | Klub               |
| Brankáři         | Brankáři       | Brankáři    | Brankáři           |
| ---------------- | -------------- | ----------- | ------------------ |
| Unai Simón       | 11.6.1997      |             | Athletic Bilbao    |
| Álvaro Fernández | 13.4.1998      |             | SD Huesca          |
| Iván Villar      | 9.7.1997       |             | Celta de Vigo      |
| Obránci          |                |             |                    |
| Óscar Mingueza   | 13.5.1999      |             | FC Barcelona       |
| Marc Cucurella   | 22.7.1998      |             | Getafe CF          |
| Pau Torres       | 16.1.1997      |             | Villarreal CF      |
| Jesús Vallejo -  | 5.1.1997       |             | Granada CF         |
| Eric García      | 9.1.2001       |             | Manchester City FC |
| Óscar Gil        | 26.4.1998      |             | RCD Espanyol       |
| Juan Miranda     | 19.1.2000      |             | Real Betis         |
| Záložníci        |                |             |                    |
| Martín Zubimendi | 2.2.1999       |             | Real Sociedad      |
| Mikel Merino     | 22.6.1996      |             | Real Sociedad      |
| Dani Ceballos    | 7.8.1996       |             | Arsenal FC         |
| Carlos Soler     | 2.1.1997       |             | Valencia CF        |
| Jon Moncayola    | 13.5.1998      |             | CA Osasuna         |
| Pedri            | 25.11.2002     |             | FC Barcelona       |
| Dani Olmo        | 7.5.1998       |             | RB Leipzig         |
| Útočníci         |                |             |                    |
| Marco Asensio    | 21.1.1996      |             | Real Madrid        |
| Rafa Mir         | 18.6.1997      |             | SD Huesca          |
| Mikel Oyarzabal  | 21.4.1997      |             | Real Sociedad      |
| Javi Puado       | 25.5.1998      |             | RCD Espanyol       |
| Bryan Gil        | 11.2.2001      |             | SD Eibar           |

## Skupina D

### Brazílie
Hlavní trenér:  André Jardine
| Jméno              | Datum narození | Datum úmrtí | Klub                             |
| Brankáři           | Brankáři       | Brankáři    | Brankáři                         |
| ------------------ | -------------- | ----------- | -------------------------------- |
| Aderbar Santos     | 17.3.1990      |             | CA Paranaense                    |
| Brenno             | 1.4.1999       |             | Grêmio Foot-Ball Porto Alegrense |
| Lucão              | 26.2.2001      |             | CR Vasco da Gama                 |
| Obránci            |                |             |                                  |
| Diego Carlos       | 15.3.1993      |             | Sevilla FC                       |
| Ricardo Graça      | 16.2.1997      |             | CR Vasco da Gama                 |
| Guilherme Arana    | 14.4.1997      |             | CA Mineiro                       |
| Dani Alves -       | 6.5.1983       |             | São Paulo FC                     |
| Bruno Fuchs        | 1.4.1999       |             | PFK CSKA Moskva                  |
| Nino               | 10.4.1997      |             | Fluminense FC                    |
| Abner              | 27.5.2000      |             | CA Paranaense                    |
| Záložníci          |                |             |                                  |
| Gabriel Menino     | 29.9.2000      |             | Sociedade Esportiva Palmeiras    |
| Douglas Luiz       | 9.5.1998       |             | Aston Villa FC                   |
| Bruno Guimarães    | 16.11.1997     |             | Olympique Lyon                   |
| Matheus Henrique   | 19.12.1997     |             | Grêmio Foot-Ball Porto Alegrense |
| Reinier            | 19.1.2002      |             | Borussia Dortmund                |
| Claudinho          | 28.1.1997      |             | Red Bull Bragantino              |
| Útočníci           |                |             |                                  |
| Paulinho           | 15.7.2000      |             | Bayer 04 Leverkusen              |
| Matheus Cunha      | 27.5.1999      |             | Hertha BSC                       |
| Richarlison        | 10.5.1997      |             | Everton FC                       |
| Antony             | 24.2.2000      |             | AFC Ajax                         |
| Malcom             | 26.2.1997      |             | FK Zenit Sankt-Petěrburg         |
| Gabriel Martinelli | 18.6.2001      |             | Arsenal FC                       |

### Německo
Hlavní trenér:  Stefan Kuntz
| Jméno               | Datum narození | Datum úmrtí | Klub                 |
| Brankáři            | Brankáři       | Brankáři    | Brankáři             |
| ------------------- | -------------- | ----------- | -------------------- |
| Florian Müller      | 13.11.1997     |             | VfB Stuttgart        |
| Svend Brodersen     | 22.3.1997      |             | Jokohama FC          |
| Luca Plogmann       | 10.3.2000      |             | Werder Brémy         |
| Obránci             |                |             |                      |
| Benjamin Henrichs   | 23.2.1997      |             | RB Leipzig           |
| David Raum          | 22.4.1998      |             | SpVgg Greuther Fürth |
| Felix Uduokhai      | 9.9.1997       |             | FC Augsburg          |
| Amos Pieper         | 17.1.1998      |             | Arminia Bielefeld    |
| Jordan Torunarigha  | 7.8.1997       |             | Hertha BSC           |
| Keven Schlotterbeck | 28.4.1997      |             | SC Freiburg          |
| Záložníci           |                |             |                      |
| Ragnar Ache         | 28.7.1998      |             | Eintracht Frankfurt  |
| Maximilian Arnold - | 27.5.1994      |             | VfL Wolfsburg        |
| Nadiem Amiri        | 27.10.1996     |             | Bayer 04 Leverkusen  |
| Arne Maier          | 8.1.1999       |             | Arminia Bielefeld    |
| Ismail Jakobs       | 17.8.1999      |             | 1. FC Köln           |
| Anton Stach         | 15.11.1998     |             | SpVgg Greuther Fürth |
| Eduard Löwen        | 28.1.1997      |             | FC Augsburg          |
| Útočníci            |                |             |                      |
| Marco Richter       | 24.11.1997     |             | FC Augsburg          |
| Cedric Teuchert     | 14.1.1997      |             | 1. FC Union Berlín   |
| Max Kruse           | 19.3.1988      |             | 1. FC Union Berlín   |

### Pobřeží slonoviny
Hlavní trenér:  Soualiho Haïdara
| Jméno               | Datum narození | Datum úmrtí | Klub                 |
| Brankáři            | Brankáři       | Brankáři    | Brankáři             |
| ------------------- | -------------- | ----------- | -------------------- |
| Maxime Nagoli       | 20.12.2000     |             | Sol FC Abobo         |
| Ira Eliezer Tapé    | 31.8.1997      |             | FC San Pédro         |
| Nicolas Tié         | 13.2.2001      |             | Vitória SC           |
| Obránci             |                |             |                      |
| Silas Gnaka         | 18.12.1998     |             | KAS Eupen            |
| Eric Bailly         | 12.4.1994      |             | Manchester United FC |
| Kouadio-Yves Dabila | 1.1.1997       |             | Royal Excel Mouscron |
| Ismaël Diallo       | 29.1.1997      |             | AC Ajaccio           |
| Wilfried Singo      | 25.12.2000     |             | Turín FC             |
| Zié Ouattara        | 9.1.2000       |             | Vitória SC           |
| Koffi Kouao         | 20.5.1998      |             | FC Vizela            |
| Záložníci           |                |             |                      |
| Idrissa Doumbia     | 14.4.1998      |             | SD Huesca            |
| Franck Kessié       | 19.12.1996     |             | AC Milán             |
| Eboue Kouassi       | 13.12.1997     |             | KRC Genk             |
| Cheick Timité       | 20.11.1997     |             | Amiens SC            |
| Útočníci            |                |             |                      |
| Youssouf Dao        | 5.3.1998       |             | AC Sparta Praha      |
| Amad Diallo         | 11.7.2002      |             | Manchester United FC |
| Christian Kouamé    | 6.12.1997      |             | ACF Fiorentina       |
| Kader Keïta         | 6.11.2000      |             | KVC Westerlo         |
| Parfait Guiagon     | 22.2.2001      |             | Bejtar Tel Aviv FC   |
| Max Gradel -        | 30.11.1987     |             | Sivasspor            |
| Aboubacar Doumbia   | 12.11.1999     |             | Makabi Netanja FC    |

### Saúdská Arábie
Hlavní trenér:  Sád Šehrí
| Jméno             | Datum narození | Datum úmrtí | Klub          |
| Brankáři          | Brankáři       | Brankáři    | Brankáři      |
| ----------------- | -------------- | ----------- | ------------- |
| Amín Bucharí      | 2.5.1997       |             | Al-Ajn FC     |
| Muhammad Rubáje   | 14.8.1997      |             | Al Ahli       |
| Zaíd Bavardí      | 26.1.1997      |             | Aš-Šabab FC   |
| Obránci           |                |             |               |
| Saúd Abdulhamíd   | 18.7.1999      |             | Al Ittihad FC |
| Hamád Jamí        | 17.5.1999      |             | Al-Qadsiah FC |
| Abdulbasít Hindí  | 2.2.1997       |             | Al Ahli       |
| Abduleláh Amrí    | 15.1.1997      |             | Al-Nassr FC   |
| Jásir Šahrání     | 25.5.1992      |             | Al Hilal FC   |
| Chalífáh Davsárí  | 2.1.1999       |             | Al-Qadsiah FC |
| Abduláh Hasún     | 19.3.1997      |             | Al Ahli       |
| Záložníci         |                |             |               |
| Samí Nadžej       | 7.2.1997       |             | Al-Nassr FC   |
| Salmán Faradž -   | 1.8.1989       |             | Al Hilal FC   |
| Násir Omrán       | 13.7.1997      |             | Aš-Šabab FC   |
| Sálim Davsárí     | 19.8.1991      |             | Al Hilal FC   |
| Chalíd Ganám      | 7.11.2000      |             | Al-Nassr FC   |
| Alí Hasán         | 4.3.1997       |             | Al-Nassr FC   |
| Ajmán Jahjá       | 14.5.2001      |             | Al-Nassr FC   |
| Ajmán Chulaíf     | 22.5.1997      |             | Al Wehda      |
| Abdulrahmán Garíb | 31.3.1997      |             | Al Ahli       |
| Muchtár Alí       | 30.10.1997     |             | Al-Nassr FC   |
| Útočníci          |                |             |               |
| Abduláh Hamdán    | 13.9.1999      |             | Al Hilal FC   |
| Fíras Burajkán    | 14.5.2000      |             | Al-Nassr FC   |